# Église Notre-Dame-de-la-Nativité de Bernoville
L'église Notre-Dame-de-la-Nativité  est une église catholique située à Aisonville-et-Bernoville, dans le département français de l' Aisne.

## Localisation
L'église est située dans l'ancien bourg de Bernoville.

## Intérieurs
L'église dispose d'un orgue de Charles Mutin.